# (2324) Janice
(2324) Janice (1978 VS4; 1929 WH; 1934 VR; 1949 ME; 1961 UP; 1971 OC1; 1975 EM2; 1977 RY4; A911 MC) ist ein Asteroid des äußeren Hauptgürtels, der am 7. November 1978 von der US-amerikanischen Astronomin Eleanor Helin und dem US-amerikanischen Astronomen Schelte John Bus am Palomar-Observatorium am Palomar Mountain etwa 80 Kilometer nordöstlich von San Diego (IAU-Code 675) entdeckt wurde.

## Benennung
(2324) Janice wurde nach Janice Cline benannt, die jahrelang sich jahrelang bei Erforschungen von Asteroiden am California Institute of Technology eingesetzt hatte.